# Olga Kurban
Olga Iwanowna Kurban (ros. Ольга Ивановна Курбан; ur. 16 grudnia 1987) – rosyjska lekkoatletka, wieloboistka.

## Osiągnięcia
- 13. miejsce podczas igrzysk olimpijskich (Pekin 2008)
- 4. lokata na halowych mistrzostwach Europy (Turyn 2009)
- srebro młodzieżowych mistrzostw Europy (Kowno 2009)

## Rekordy życiowe
- siedmiobój lekkoatletyczny – 6559 pkt. (2008)
- pięciobój lekkoatletyczny (hala) – 4792 pkt (2012)